# プーアル茶
プーアル茶（プーアルちゃ、中国語: 普洱茶、拼音: Pǔ'ěrchá）は中華人民共和国雲南省南部及び南西部を原産地とする中国茶（黒茶）の一種。生茶と熟茶の2種類がある。

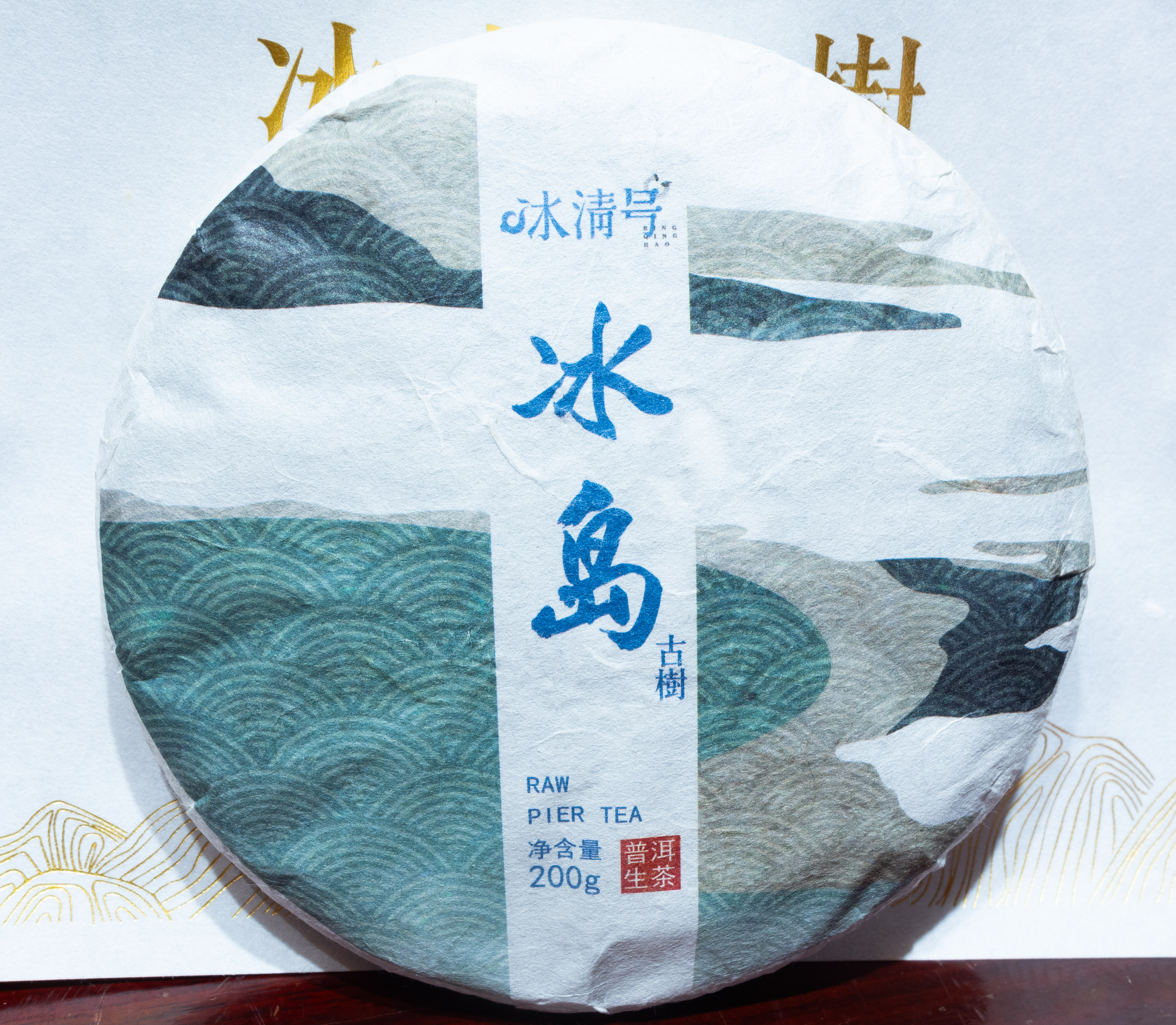
プーアル生茶の餅茶。

なお、プーアル茶は「特定の産地の中で栽培された雲南大葉種（アッサム種の一種）から作られた晒青緑茶を原料として特定の工程を経て作られた黒茶のこと」とされておりその基準に満たないものはプーアル茶とは言えない。
特定の産地とは「雲南省内の昆明市、楚雄彝族自治州、玉溪市、红河哈尼族彝族自治州、文山壮族苗族自治州、普洱市、西双版纳傣族自治州、大理白族自治州、保山市、德宏傣族景颇族自治州、临沧市」などの11の地域のことである。
そのため、散見される「日本産プーアル茶」とは間違いである。
また、プーアル生茶は2024年現在、非常に価格が高騰しており、後述の通り1kgあたり3000万円を超えることもある。それは、世界で最も高いお茶と言っても過言ではない。
そのため、コレクターなどが投資目的で購入することもあるが、偽造品などが多く出回っており仕入には細心の注意が必要である。
近年は言葉巧みに誘導し、粗悪品を高値で大量に買わされる詐欺被害が相次いでいるため、詳しくない者が投資目的で買うことは推奨されない。

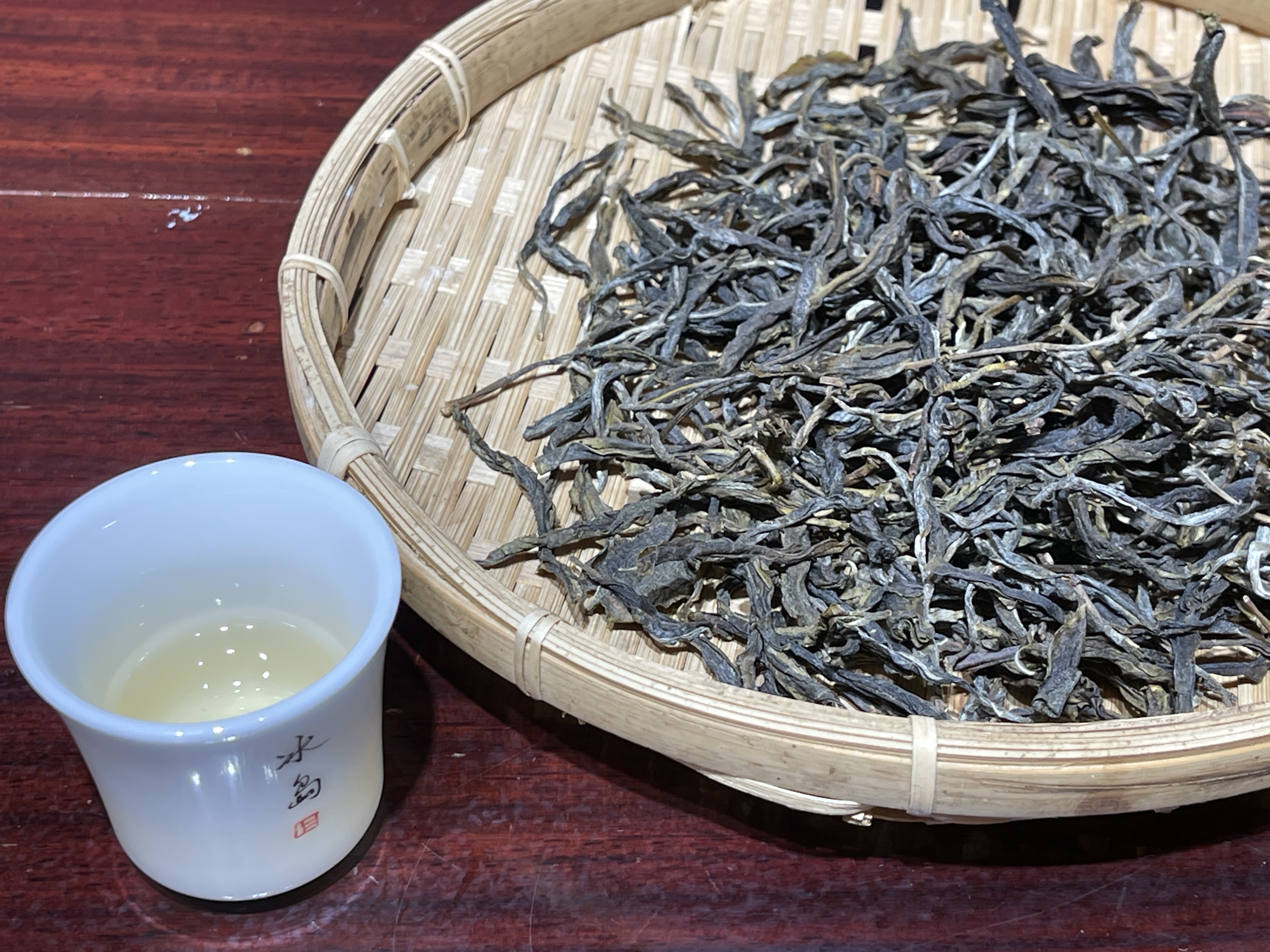
プーアル茶の原料である晒青緑茶（著名産地である冰島のもの）

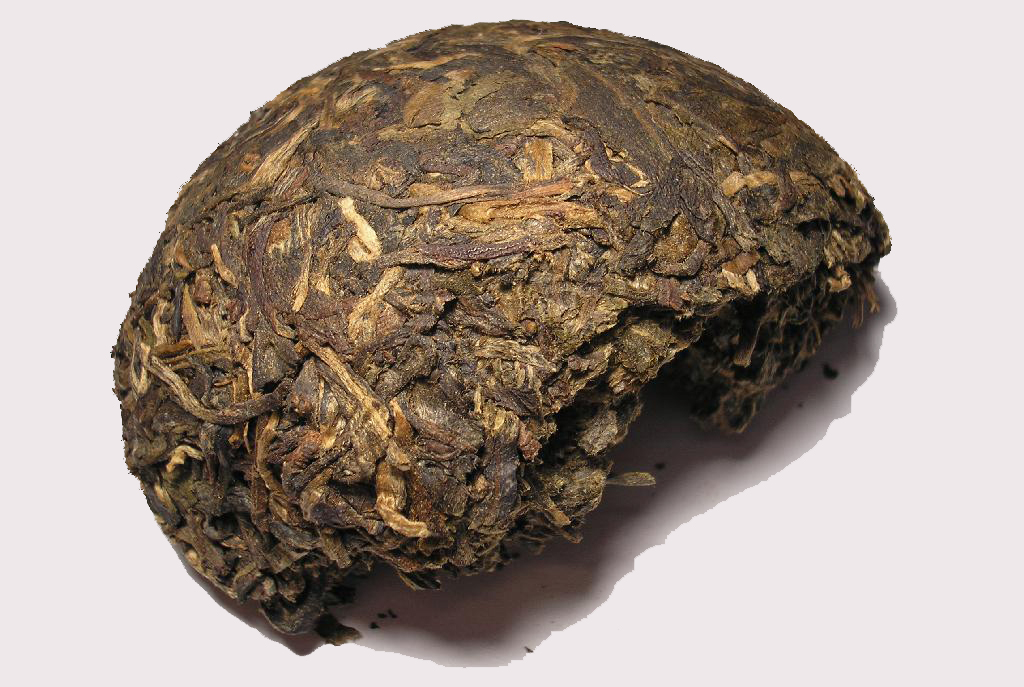
茶餅

## 原産地
普洱茶は雲南省の西双版納州、普洱市及び、臨滄市の3つが主な生産エリア。ただし、これらの地域と国境を隣接する、ラオス、ミャンマー、ベトナム、タイ王国にもお茶の老樹が残っており、同様の方法で似たお茶が生産されている。なお、普洱市は2007年4月8日に思茅市から改名された。

## プーアル茶の価格
世界で最も高額なお茶が採れるという冰島老寨などの著名産地の茶樹王は1kgで日本円にして3000万円以上の値が付くことがある。

2023年の冰島老寨茶王樹の春茶の価格は1kg3360万円だった。

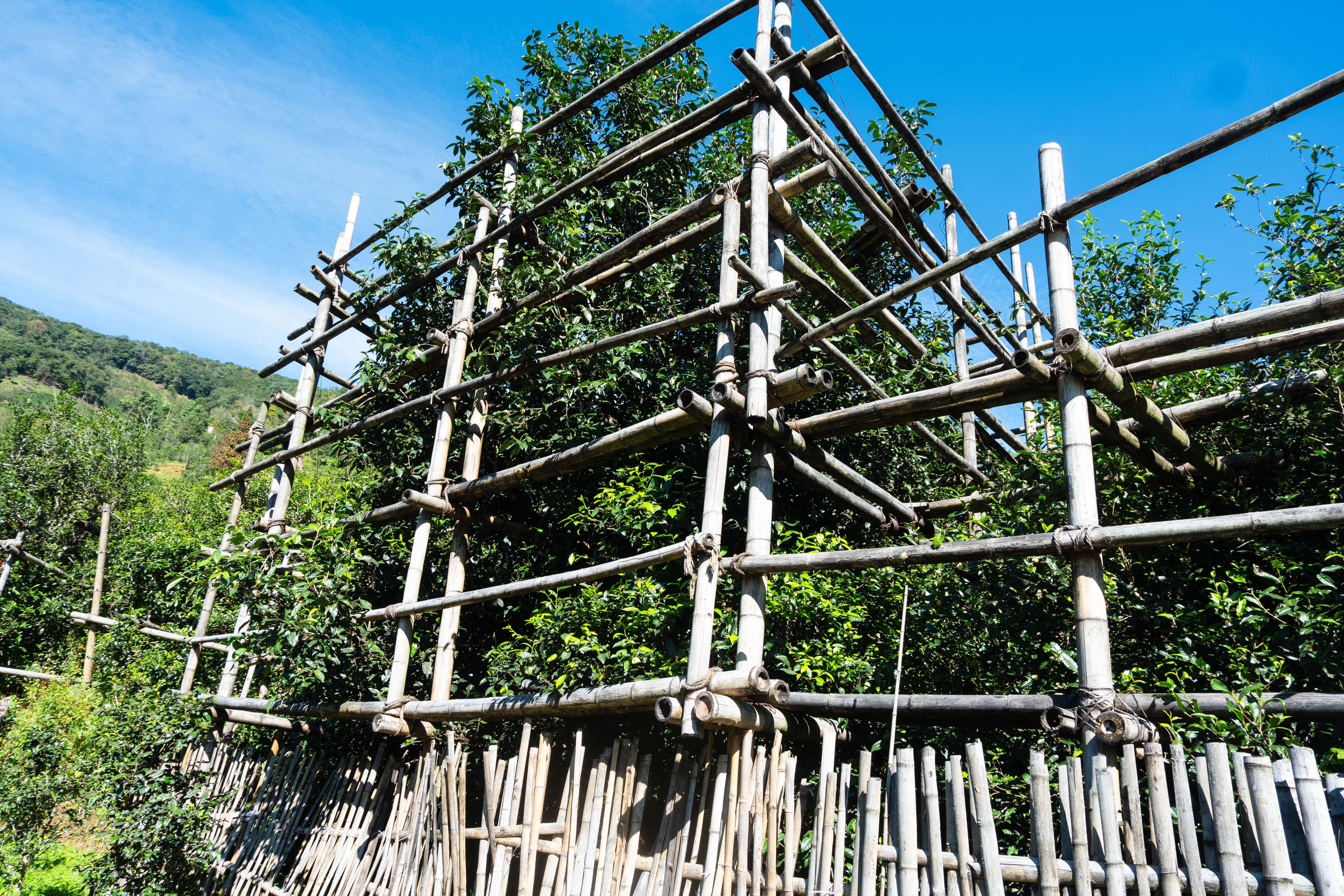
冰島老寨の茶樹王。樹齢700年。

これは、市販品の中では世界で最も高額なお茶と言っても過言ではない。
冰島老寨では茶樹王以外の古樹から製茶されるお茶の平均価格も2024年に産地単位のプーアル茶としては最高値である1kgあたり190万円を記録した。
一方で、著名産地でも新茶園のお茶、または老木であっても著名でない産地のお茶は1kgあたり数千円と価格に大きな開きがある。
中には無名の産地であっても非常に品質が高いお茶が生産される場合がある。そのように、高品質で非常に安い無名産地のお茶を探し求める茶業者もいる。

## プーアル茶の茶樹の特徴
プーアル茶は雲南大葉種という品種からできている。その茶樹は、日本などで育てられている茶樹とは違い、大木になる特徴がある。（喬木型）

樹齢も数百年、中には1000年以上の茶樹もある。

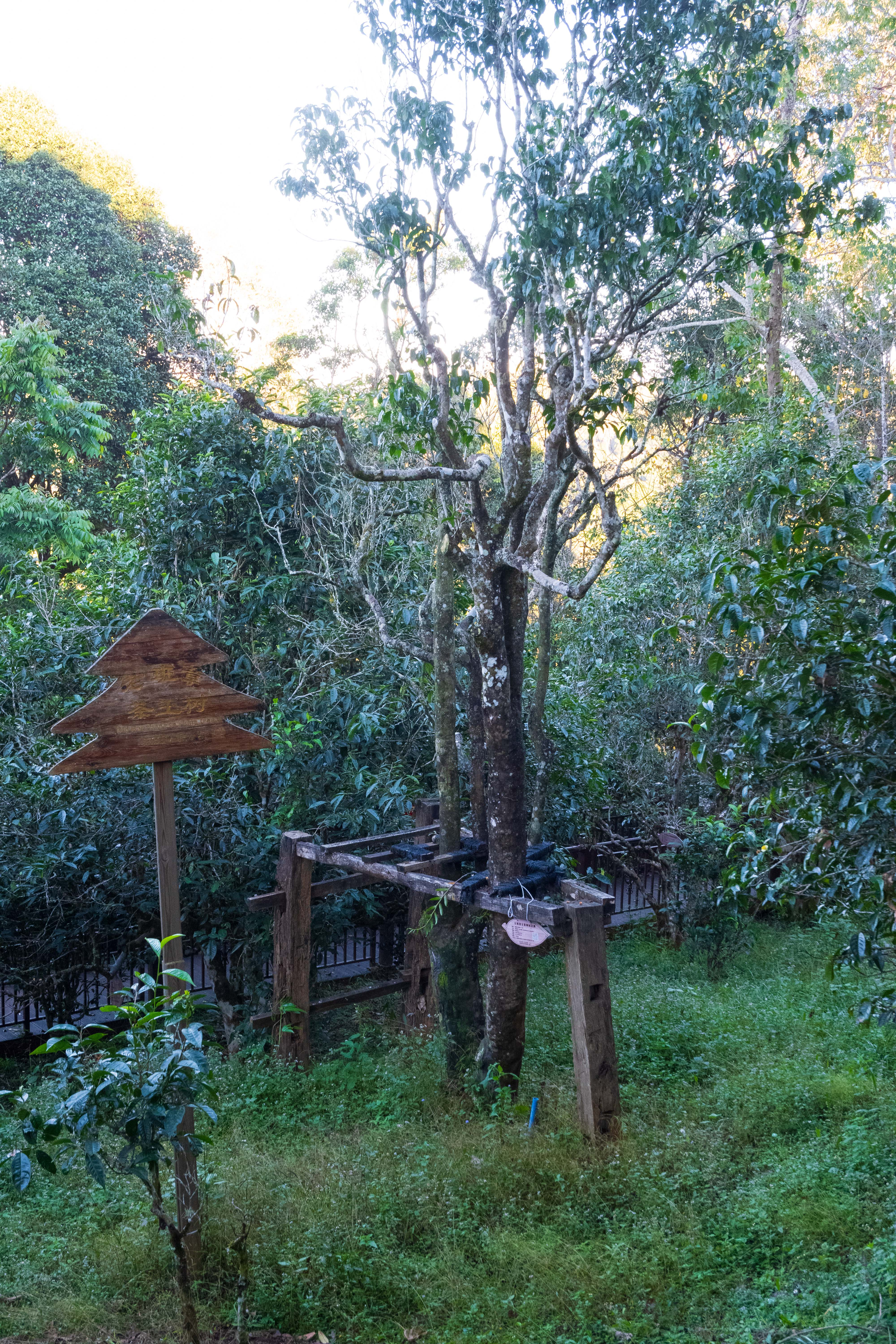
老班章の茶樹王。樹齢1000年。

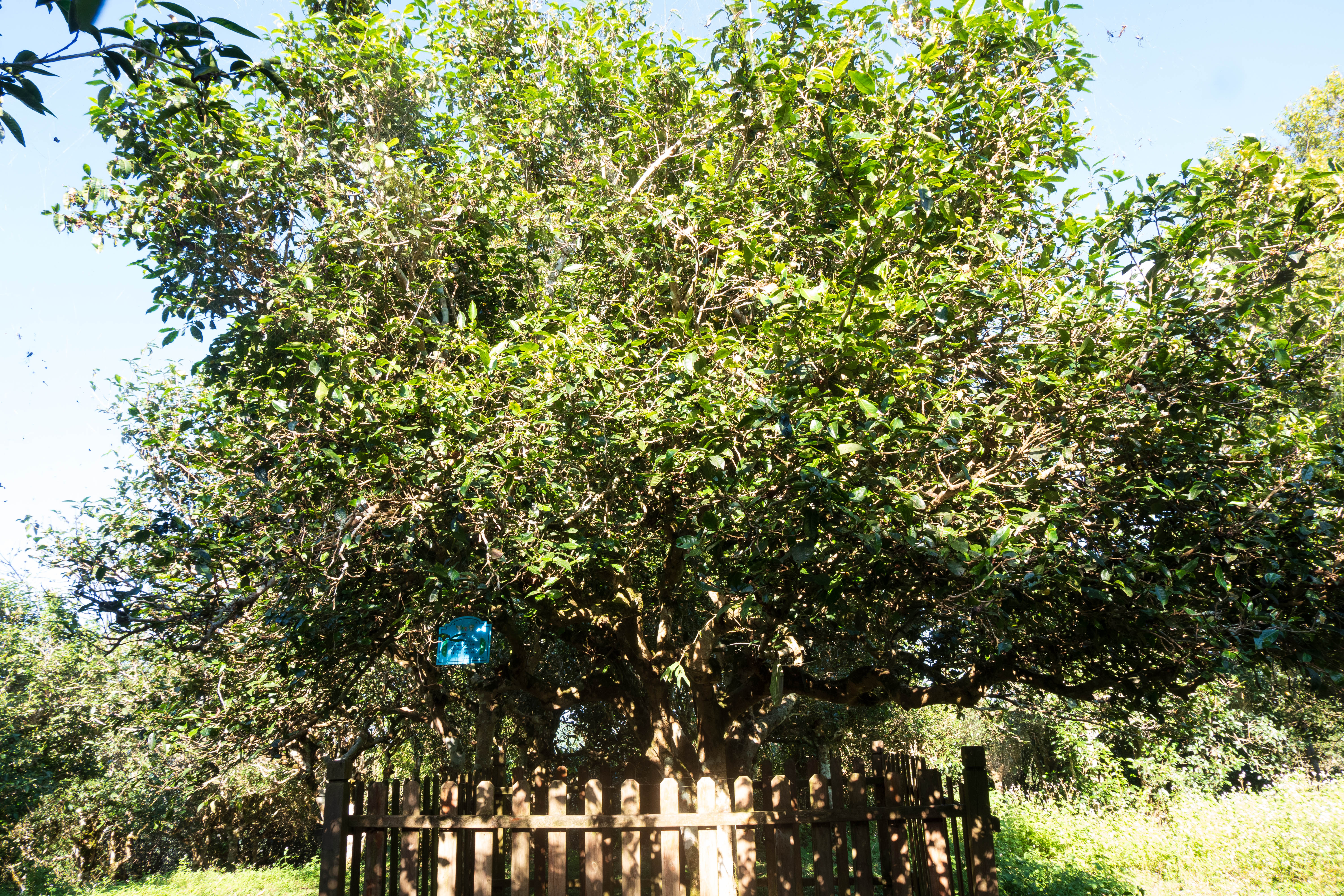
賀開山の茶樹王。樹齢800年。

また、茶畑の様子も日本とは大きく異なり、大きな木がまるで森のように生えている。

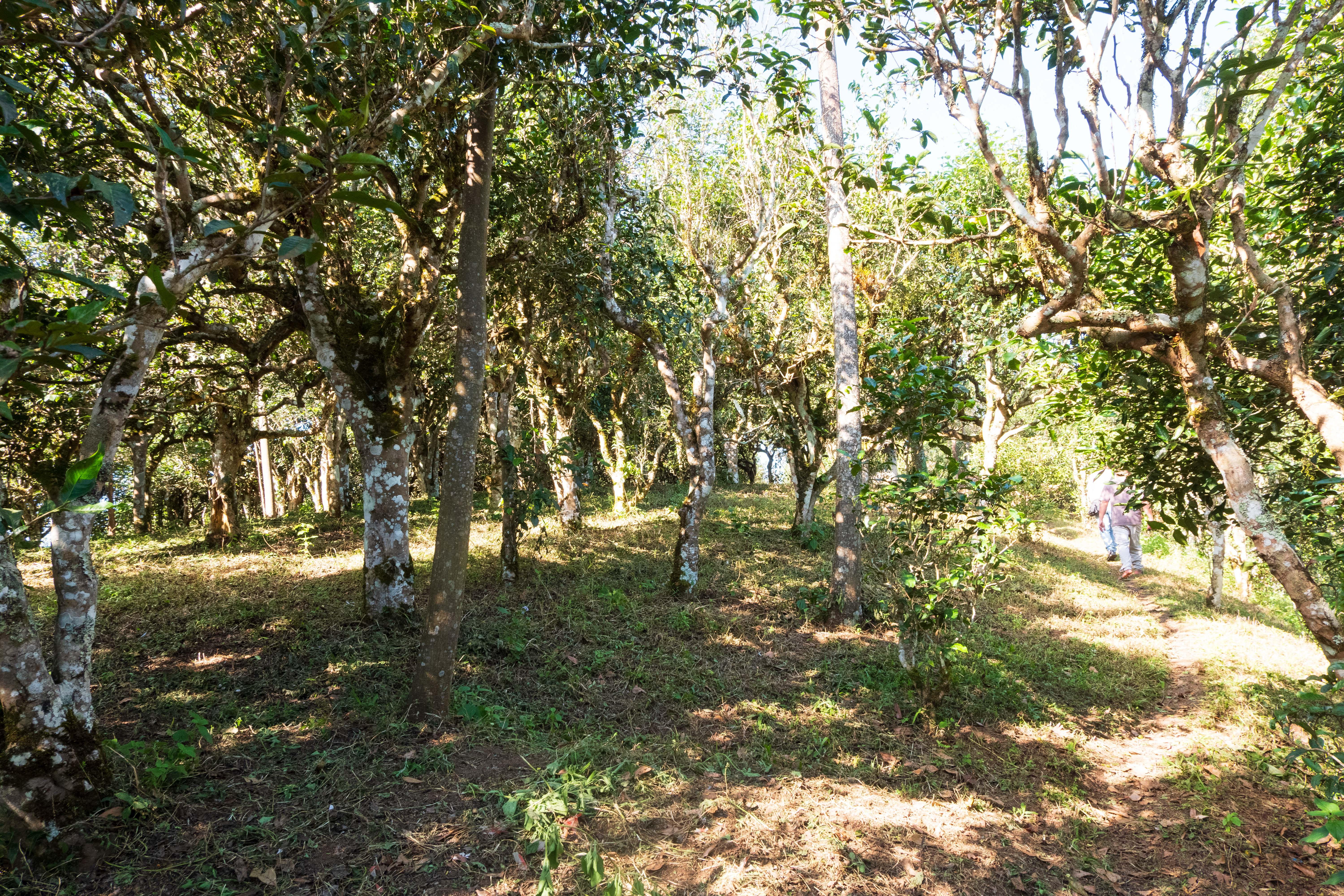
賀開山の古茶園。非常に樹齢が高い茶樹が数多く生えている。

中には、ほとんど森と一体化した野生の状態で育てられている茶樹もあり、そのような茶樹から作られたお茶は茶気が強く山菜のような味わいがでることがある。

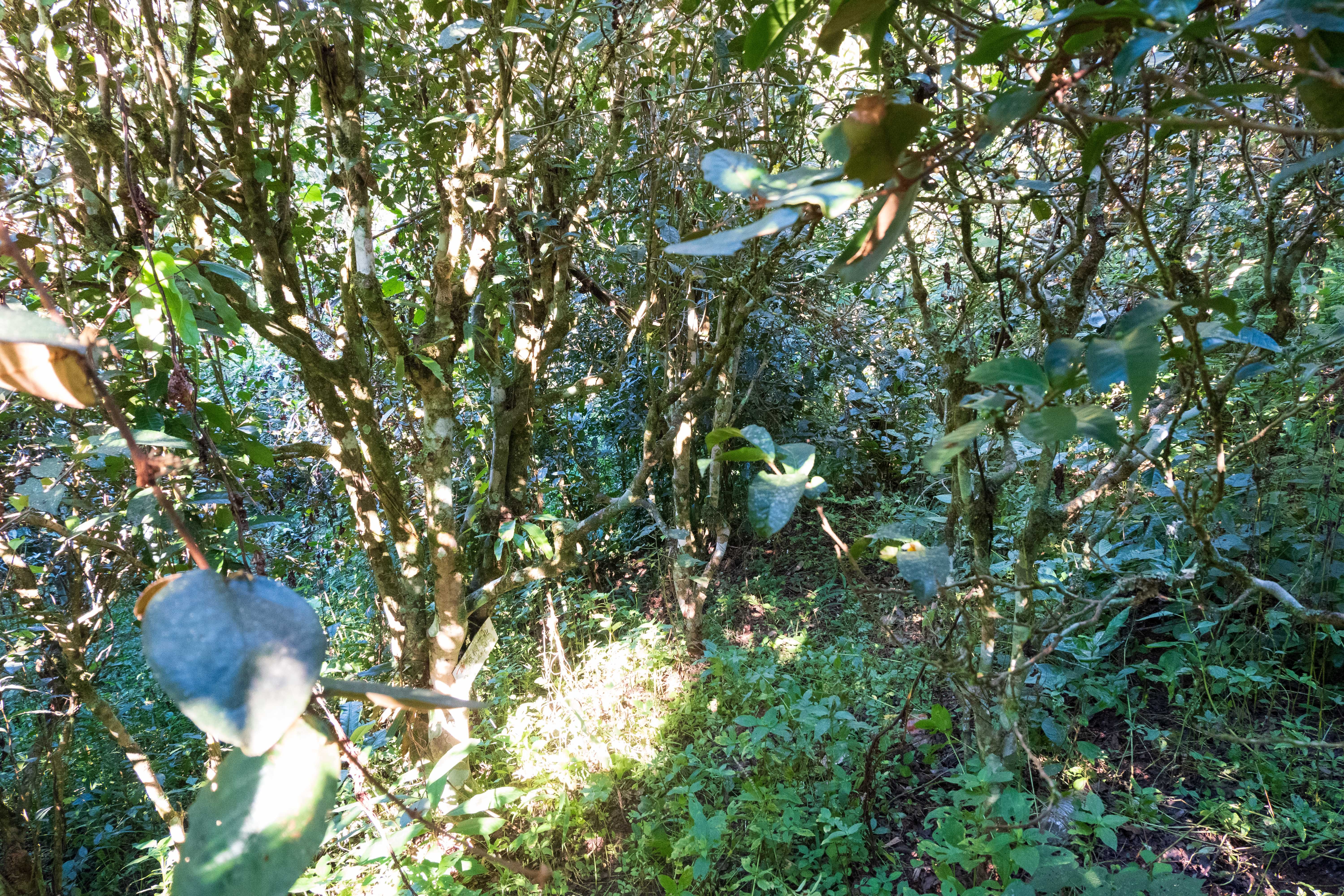
景邁山の野生の状態の茶樹。

そのような茶樹もある一方で、現代的な農法による新茶園もありそのようなお茶は台地茶と呼ばれ区別される。

## プーアル茶古樹茶園の栽培方法

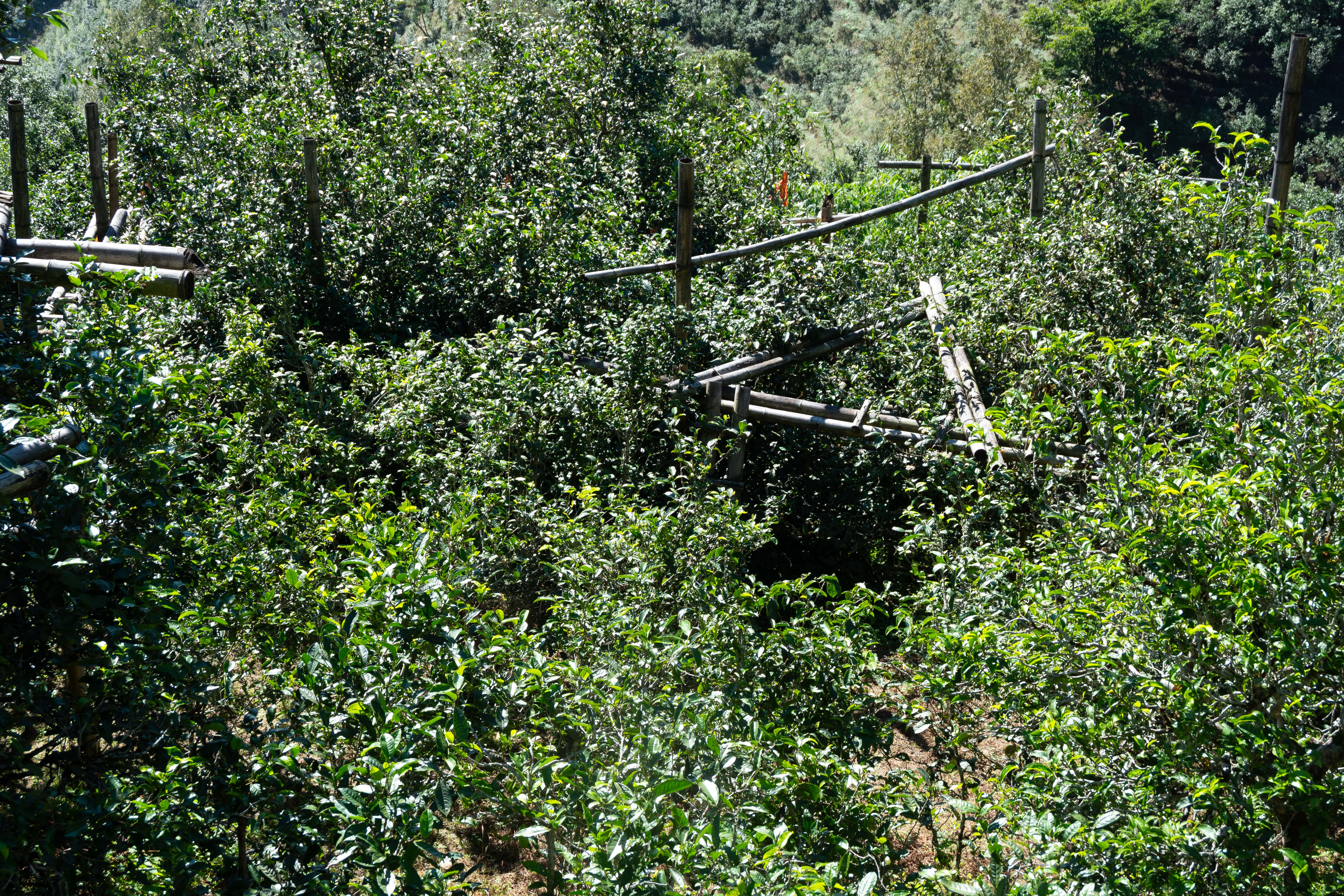
冰島老寨の核心茶区。非常に樹齢が高い老木が所狭しと並んでいる。

著名な産地の核心茶区は昔ながらの育て方で茶樹を育てており、無農薬、無肥料が原則である。
核心茶区には検問がある事があり、農薬や化学肥料の持ち込みは厳しく制限されている。
ただ、肥料として枯れ葉などの昔ながらの肥料を使用することがある。
著名産地の核心茶区の茶樹を所有する農家は自分たちの畑の価値を下げないように尽力し、環境保護なども積極的に行っている。
茶摘みも、普通は春と秋の2シーズンの茶摘みを行うことが多いが、あまりにも茶摘みが多いとせっかくの価値がある茶樹が弱ってしまうため、中には春のみ茶摘みを行うという茶樹もある。

ただし、著名産地の名前が付いていても核心茶区以外は現代的な農法で育てられている場合がありそのような茶葉は極端に安く品質もそこまで高いわけではないため購入時には注意が必要である。

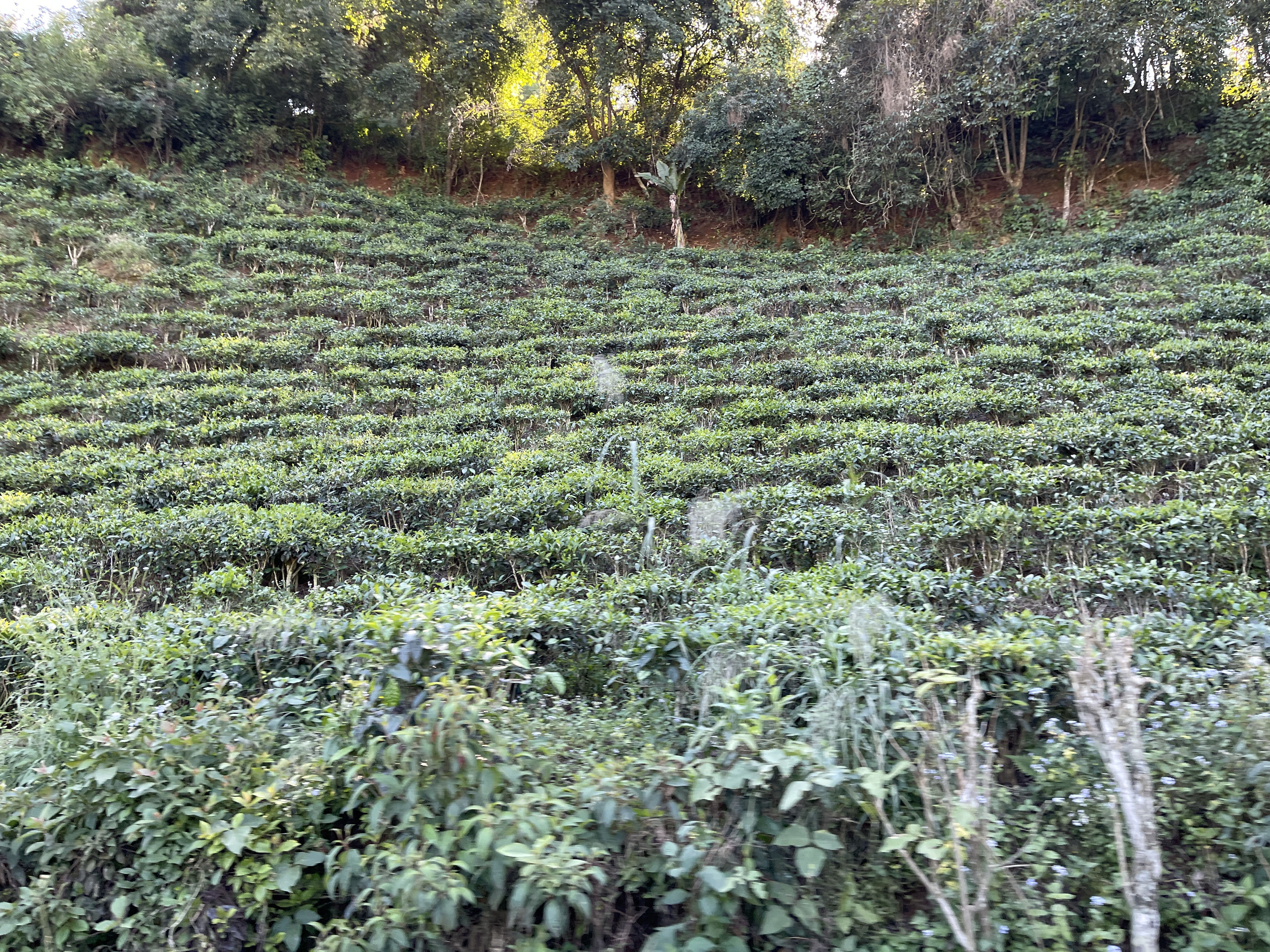
冰島の核心茶区以外の新茶園。このような茶園のお茶の品質は高くない。

そのため、購入時には名前だけで選ばず、どのような茶樹から採れたのか明言しているお店で、試飲して買うことが重要である。

## 著名な産地
特に著名なものは太字で示す。

### 西双版納州

#### 勐海県

##### 布朗山系
老班章、新班章、老曼峨など

##### 賀開山系
曼弄老寨　曼弄新寨、曼迈、广別老寨など

###### 南糯山系
半坡老寨など

#### 勐臘県

##### 易武山系
麻黑、弯弓、刮风寨、百花潭など

#### 倚邦山系
曼松王子山など

### 臨滄茶区

#### 勐库
冰島五寨（冰島老寨、南迫、地界、坝歪、糯伍）、勐库大雪山、小戸寨、豆腐寨など

#### 永徳
忙肺、鳴鳳山、永徳大雪山など

#### 邦东
昔帰、邦東など

#### 镇康县
馬鞍山など

### 普洱茶区

#### 景邁山
大平掌、大寨など（景邁山には九つの集落があり、オンワ村はそのうちの一つ。人口約500人。1800年前からお茶を作り続けてきた）

#### 宁洱山
困鹿山（皇子茶園）など

#### 镇沅山
千家寨など

## 製法

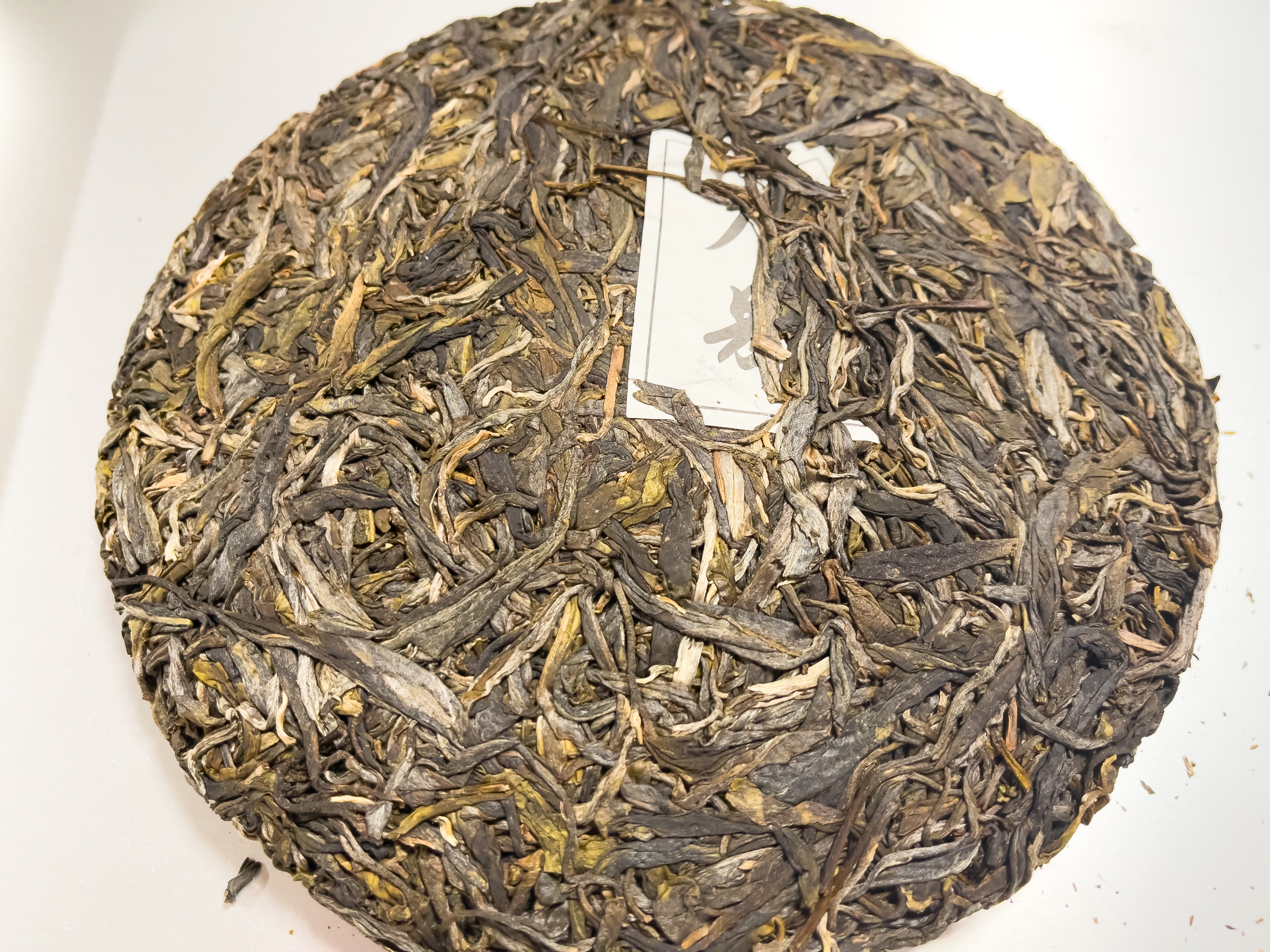
製茶直後のプーアル生茶。ほぼ緑茶に近い。なお、織り込まれている紙は内飛といい、偽造防止タグである。

加熱によって酸化発酵を緩めた晒青緑茶を、「渥堆」と言う工程を加えて作られる「熟茶」と、緊圧（餅茶にする工程）のみを行い、経年により熟成させた「生茶」に大別される。
ただし、雲南省においては旧来の考え方が残り普洱茶と言えば「生茶」を好む向きもある。「熟茶」と「生茶」で比較するならば、いわゆる大手の飲料メーカーが買いつけるのは基本的に色のよく出る「熟茶」であり、そのため「熟茶」を輸出用と考える人もいる。香港・台湾では「熟茶」の需要も多く、日本でも普洱茶の知名度の広がりによって両者を選んで買う消費者も増えてきている。
なお、プーアル生茶の散茶とは晒青緑茶のことを指し、厳密にはプーアル茶（黒茶）ではなく緑茶に分類される。
生茶の原料となる晒青緑茶は加熱（殺青）の際に完全に酵素が失活していないため、その後天日乾燥をする際にさらなる酵素発酵が起こると考えられている。残存する酵素発酵を前提としているため、乾燥は必ず天日で行われる。ここで機械乾燥を行った場合、酵素が完全に失活するため、普洱茶ではなく緑茶になってしまう。
後発酵の方法によって、以下の2つに分けることができる。
生茶
晒青緑茶の緊圧のみを行い、残存する酵素で発酵させた茶葉。生産されてまだ日が浅い茶葉は、極めて緑茶に近い。しかし、年代を経るほどに、白茶様、烏龍茶様、紅茶様の香りとなり、最終的には普洱熟茶に近い香りと味わいになる。
一般的に日本で普及している熟茶とは味が全く違い、初めて飲んだ人はあまりの違いに驚くことも多い。
古樹から製茶されたプーアル茶は蜜やフルーツのような甘みがあり、苦みなどはしばらくする内に甘みに変わる極めて立体感のある味が楽しめる。
数十年を超えるようなビンテージ品は、希少価値の高さもあり、高価で取引される。しかし、元の品質が悪い生茶は陳年しても品質が良くなると言うことは無く、「産地」「樹齢」「育て方」「製茶した会社」が一定の基準を満たしたお茶に限り高値で取引され、品質が良い。日本で上質な生茶を入手するのは、極めて難しいものの、普洱茶の知名度が向上してきたこともあり、取り扱う業者が増えつつある。

熟茶
晒青緑茶に「渥堆」（晒青緑茶を積み重ね、多湿状態に置くことで、急激な酸化発酵・微生物による発酵を行う工程）をさせて作られる。年代を経た茶葉の風味を短時間で量産できる方法として、1973年頃から生産されるようになった。生茶に比べて色が濃く、暗褐色を呈す。一般的によく知られている普洱茶は熟茶である。

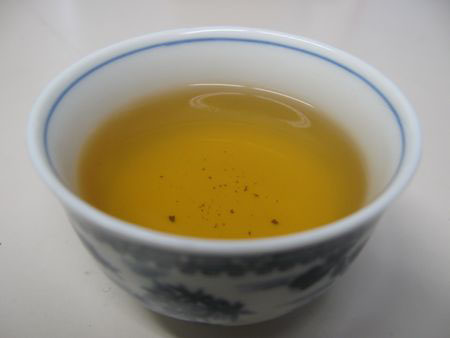

経年熟成により香りが変化するのは生茶であり、それに対して熟茶は経年による香りの変化はあまりない。熟茶の品質は使用する茶葉と発酵技術の優劣で決まる。菌による発酵時に有機酸が産出され、pHが酸性に偏るため、それによりお茶の味に変化が生じる。生茶の場合、熟成の進み具合により、味わいも香りも変化していくが、その変化は茶葉の置かれた環境により大きく左右される。尚、貯蔵における変化は、有機物の酸化熟成による香りの変化と、タンニンなどのポリフェノール類の酸化分解による舌触りの変化にとどまり、品質そのものは元々の茶葉に含まれるミネラルに依存するため、貯蔵期間とは全く関係がない。

## 歴史

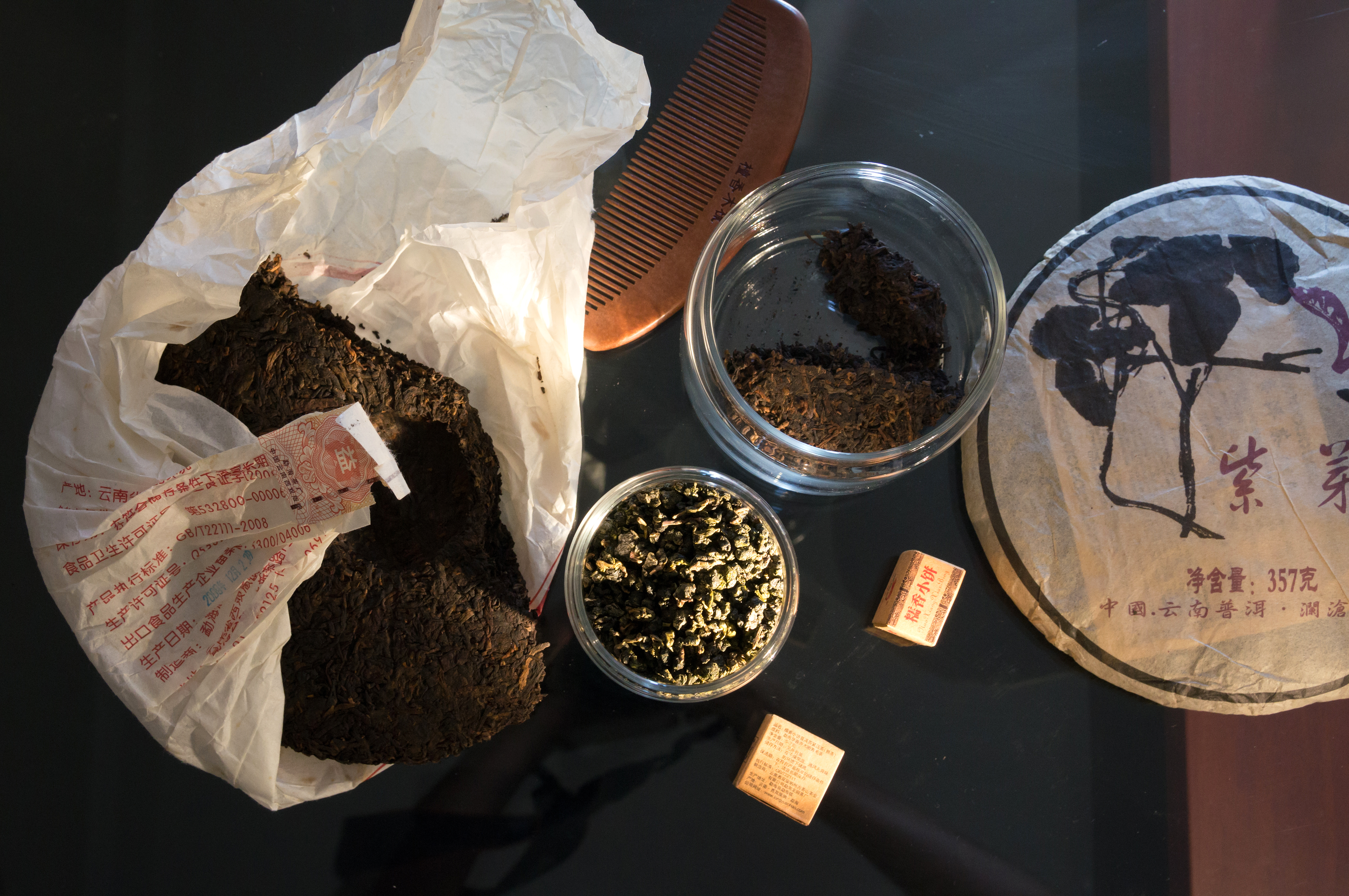
プーアル茶

唐代には南詔の銀生城（現・普洱市）付近の山地で採れる茶として中国にも知られていた。中国が雲南を領有した明代には普洱茶として広く知られるようになり、清代には雲南からの進貢品に指定され、朝廷でも愛飲された。愛新覚羅溥儀も愛好したという。
しかし、文化大革命（1966 - 1977年）によってその手間のかかる製造方法が毛沢東思想にそぐわないと否定され、一時は中国本土での生産が断絶するほどであった。このとき、多くの普洱茶が香港、台湾に持ち出されており、現在もビンテージものと呼ばれる普洱茶の多くは台湾に存在している。現在では中国でも生産が再開されており、東南アジア、欧米、日本などにも輸出されている。
近年、普洱茶の生産が中国国営企業の手を離れて、極めて高品質な茶葉が個人単位でも生産されるようになった。そうした普洱茶を、将来の熟成を見越し、投資目的に購入する愛好家も少なくない。また、生産者が、新茶のうちに飲んで欲しいとするものもあるが、これは、茶葉の栽培技術や生産技術が従来のものと異なるため、熟成が進むとどのような味わいになるのかが未知数であるためでもある。そうした茶葉が、年数を重ねて熟成したときどのようになるか、その結果が出るまで、まだまだ長い時間を要する。
また、普洱茶の愛飲者が増加してきたこと、特に近年、大韓民国での消費量が格段に増えたこともあり、値上がりする傾向にある。
2006年頃より投機対象として高値で取引されることの多かった高級普洱茶市場がバブルの様相を呈したが、2008年に入って暴落し、多くの投資家達が撤退した。価格は全盛期の1/10から半分に落ち着き、2005年の水準に戻った。
しかし、2024年現在は中国全体の富裕層が増えたことにより特定の産地の老木の自然栽培のお茶の茶葉の値段が再び高騰している。
2012年、「普洱の伝統的茶農業」として雲南省の産地が国連食糧農業機関の世界重要農業遺産システムに登録された。